# Heterokrohnia fragilis
Heterokrohnia fragilis är en djurart som tillhör fylumet pilmaskar, och som beskrevs av Kapp och Hagen 1985. Heterokrohnia fragilis ingår i släktet Heterokrohnia och familjen Eukrohniidae. Inga underarter finns listade i Catalogue of Life.